# Woodball
El woodball es un deporte de pelota que pertenece a las disciplinas que se compiten en los Juegos Asiáticos de Playa desde el 2008.
Se utiliza un mazo de madera para pasar una pelota a través de unas puertas. Se practica en hierba, arena o en interiores con equipos conformados por 2 a 4 jugadores. La meta es completar 12 puertas, o un número determinado de puertas. Como en el caso del Golf, el jugador que complete las puertas con menor número de golpes gana el partido.